# Parascaptor
Parascaptor leucura — вид ссавців родини Talpidae. Він зустрічається в Бангладеш, Китаї, Індії та М'янмі. Це єдиний вид у роду Parascaptor.